# Frontiers in Heat and Mass Transfer
Frontiers in Heat and Mass Transfer è una rivista scientifica ad accesso aperto e sottoposta a revisione paritaria, che si occupa di trasmissione del calore e scambio di massa. È pubblicata da Tech Science Press e il caporedattore è Chun Yang della Nanyang Technological University.

## Indicizzazione
Gli abstract e gli articoli della rivista sono indicizzati da Emerging Sources Citation Index, Ei Compendex, e Scopus.